# Stenoma alligans
Stenoma alligans es una especie de polilla del género Stenoma, orden Lepidoptera.
Fue descrita científicamente por Butler en 1882.

## Distribución
Se distribuye por el Amazonas.